# Loyola Memorial Park
Het Loyola Memorial Park is een park en begraafplaats in de Filipijnse stad Marikina. De begraafplaats bestaat sinds 1964 en is met 36000 m² een van de grootste begraafplaatsen van Metro Manilla.  Het park werd ontworpen door landschapsarchitect en nationaal kunstenaar van de Filipijnen Ildefonso Santos jr.. In het park staan diverse beeldhouwwerken van Eduardo Castrillo.

## Bekende personen
Loyola Memorial Park is de laatste rustplaats van diverse bekende personen, onder wie
- Maico Buncio (2011), motorcoureur;
- June Keithley-Castro (2013), actrice en nieuwslezeres;
- Francis Magalona (2009), rapper, acteur, regisseur en fotograaf;
- Rogelio de la Rosa (1986), acteur, politicus en diplomaat;
- Karl Roy (2012), zanger;
- Teofilo Sison (1975), jurist, politicus en minister;
- Robert Stewart (2006), Amerikaans ondernemer;
- Luis Taruc  (2005), communist en leider van de Hukbalahap;
- Julie Vega (1985), kindsterretje.